# Michał Paszyn

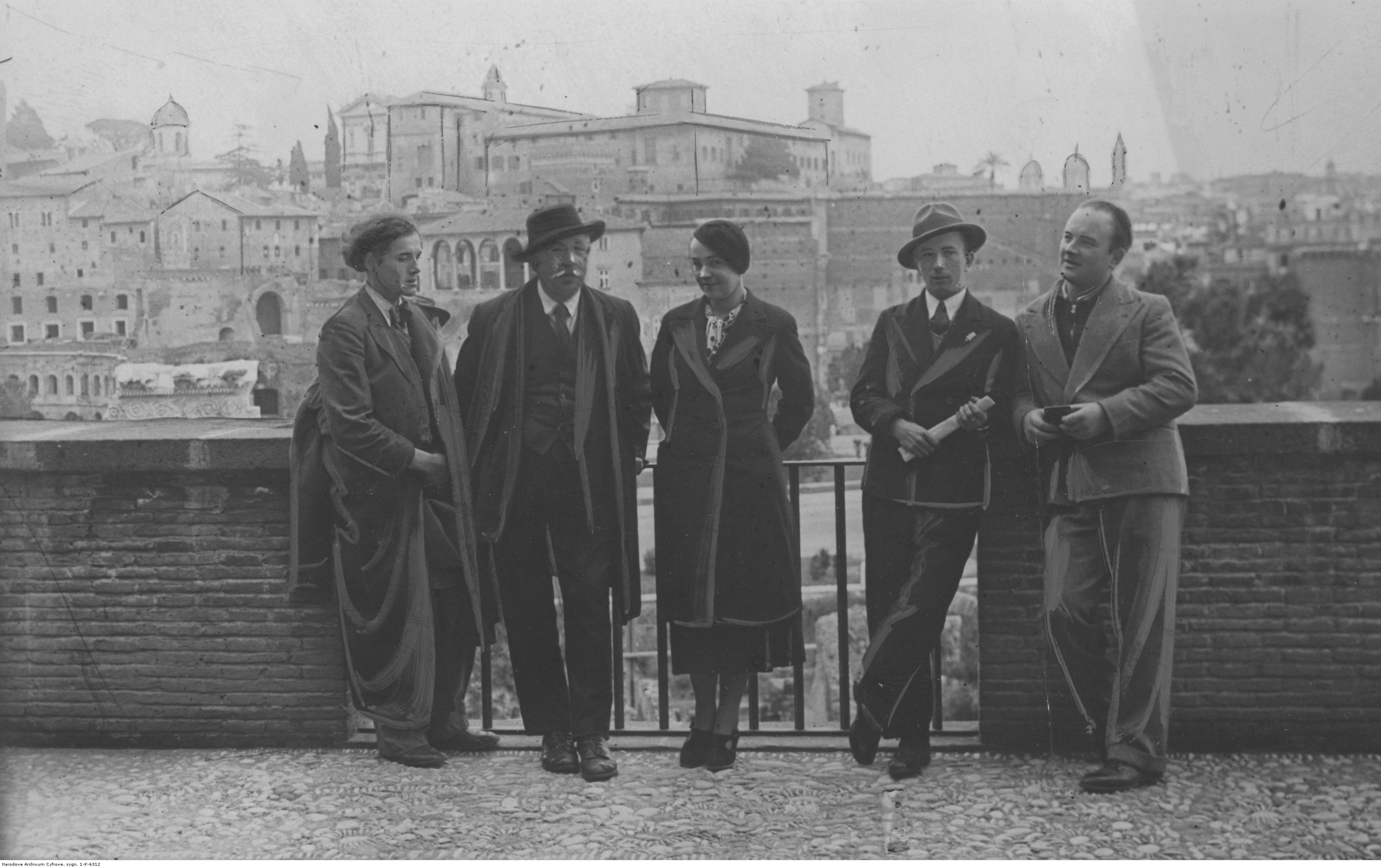
Członkowie Związku Artystów Polskich „Kapitol” w Rzymie (od lewej): Józef Gosławski, Wiktor Mazurowski, Krystyna Dąbrowska, Jan Dzieślewski i Michał Paszyn

Michał Paszyn (ur. 19 listopada 1903 w Warszawie, zm. 1970 w Castello di Rotaio we Włoszech) – polski rzeźbiarz i malarz.
W latach 1905–1914 mieszkał z rodziną w Częstochowie. Podczas wojny rodzina przeniosła się do Połtawy, gdzie rozpoczął naukę w rosyjskim rządowym gimnazjum. W 1919 rodzina wyjechała do na rok do Turcji. Wrócili w 1920 i zamieszkali w Warszawie przy ul. Chmielnej 128/79.

## Studia
Na początku lat 20. rozpoczął naukę w warszawskiej Szkole Sztuk Plastycznych – w pracowni prof. Tadeusza Breyera, którą ukończył 30 czerwca 1929. Otrzymał dyplom z wyróżnieniem z zakresu kompozycji architektonicznej z rzeźbą w granicie. W tym samym roku wstąpił do Spółdzielni Rzeźbiarskiej Forma. Zaraz po studiach ruszył w podróż artystyczną do Niemiec, Włoch i w 1930 wraz z Alfonsem Karnym i Tadeuszem Breyerem do Francji. W 1931 wrócił do Warszawy, gdzie otrzymał I nagrodę w warszawskim konkursie na pomnik poświęcony pamięci prof. Stanisława Noakowskiego. W tym samym roku miał pierwszą wystawę prac w Częstochowie, a w kolejnych latach brał także udział w wystawie Salonu warszawskiej Zachęty oraz wystawach Instytutu Propagandy Sztuki w Warszawie.

## Wyjazd do Włoch
W 1933 ponownie wyjechał do Włoch, aby kontynuować studia nad rzeźbą w kamieniu. Studiował rzeźbę w marmurze w pracowni prof. Giovanniego Ardini w Królewskiej Akademii Sztuk Pięknych w Rzymie (Reale Accademia di Belle Arti). Latem 1933 wraz z Mikołajem Kułakiem odbył miesięczną podróż po Włoszech, która zaowocowała w 1934 wystawą prac powstałych podczas podróży.
Dzięki stypendium Polskiego Funduszu Kulturalnego Michał Paszyn w 1935 mógł kontynuować studia we Włoszech. W tym czasie wygrał II Konkurs na marmurowe popiersie Piłsudskiego, którego kopie w brązie wykonał dla Konsulatu Generalnego RP i osób prywatnych. W 1936 współtworzył Grupę Polskich Artystów w „Kapitol”, będąc w zarządzie stowarzyszenia. W latach 1936–1938 intensywnie tworzył i brał udział w wielu wystawach (np. w 1936 na jednej z wystaw "Kapitolu" znalazła się wyrzeźbiona przez niego i doceniona przez krytykę Murzynka). W 1939 otrzymał stypendium Funduszu Kultury Narodowej i wyjechał do Paryża uczyć się w pracowni francuskiego rzeźbiarza Chrlesa Despiau. Na początku października 1939 wrócił do Rzymu, gdzie spędził wojnę pracując na kompozycjami rzeźbiarskimi.

## Lata powojenne
Po wojnie brał udział w tworzeniu Polskiego Cmentarza Wojennego na Monte Cassino. W części przy wejściu na cmentarz zaprojektował 16-metrowy Krzyż Virtuti Militari z wbudowanym w jego serce metalowym zniczem, który otacza wieniec laurowy wykuty w trawertynie. W głębi cmentarza na ołtarzu polowym zaprojektował napis PAX oraz wykonane z brązu płaskorzeźby orłów, a także górującą nad całym cmentarzem płaskorzeźbę orła białego wykutego w trawertynie umieszczonego na podbudowie z naturalnych głazów sercu równoramiennego krzyża z krzewów.  Brał udział także w projektowaniu i wykonaniu cmentarza polskich żołnierzy w Bolonii, a nagrobki wykonane przez niego znajdują się na cmentarzach Cimitero Maggiore w Mwdiolanie, Campo Verano w Rzymie i na cmentarzu w Konstantynopolu.
Po wojnie działał w kręgu Józefa Jaremy i na przełomie 1945/46 wziął udział w I wystawie Art Clubu w Rzymie. W tym okresie rozpoczął współpracę z Pontificio Collegio Pollaco w Rzymie, wykonując marmurowy ołtarz do nowej kaplicy z dwumetrową rzeźbą ukrzyżowanego Chrystusa, a później także rzeźbę z trawertynu św. Krzysztofa o wysokości 3,5 m – stojącą do dziś na dziedzińcu Kolegium. W 1953 r. został prezesem nowo powstałego Związku Artystów Polaków we Włoszech „Quo Vadis”.

## Lata późniejsze
W latach 40. poślubił śpiewaczkę operową Consuelo (podobno pochodzącą z arystokracji filipińskiej) i zakupił zamek Castello di Rotaio Camaiore w pobliżu miasteczka Versilia. Po długich remontach przeniósł tam swoją pracownię i salon wystawowy i w 1953 zorganizował wystawę indywidualną. W tym okresie został też członkiem honorowym Związku Artystów w Versilii.  
W latach 50. pracował nad ośmioma płaskorzeźbami do Polskiej Kaplicy Matki Boskiej Częstochowskiej  w Grotach Watykańskich. W 1960 Centro Versiliese delle Arti wydało katalog opisujący działalność artystyczną Michała Paszyna.
Zmarł w 1970 w Castello di Rotaio i został pochowany w pobliskiej miejscowości Capezzano Pianore. Jego grób, na którym rośnie drzewo oliwne, zdobi tablica nagrobna z płaskorzeźbą przedstawiającą złożenie Chrystusa do grobu.

## Wystawy i nagrody
- I nagroda w warszawskim konkursie na pomnik prof. Stanisława Noakowskiego (1931)
- Indywidualna wystawa rzeźby w Częstochowie (1931)
- Wystawa w Instytucie Propagandy Sztuki w Warszawie (1931 i 1932)
- Salon warszawskiej Zachęty (1932)
- „Bozzetti e studi architettonici” – wystawa wspólna z Mikołajem Kułakiem w Klubie Roma na Plazzo Torlonia w Rzymie– wystawa prac powstałych w podróży po Włoszech (1934)
- I Nagroda w II Konkursie na marmurowe popiersie Marszałka Piłsudskiego (1936)
- Wystawa Grupy Polskich Artystów Kapitol na Plazzo Doria w Rzymie (1936)
- VII Wystawa Sztuk Pięknych w Rzymie (1937)
- VIII  Wystawa prac malarzy i rzeźbiarzy zrzeszonych w rzyskim Syndykacie Sztuk Pięknych (1938)
- Wystawa Salon Tuliers XVI w Paryżu (1939)
- IX wystawa Syndykatu Sztuk Pięknych Lazio w Rzymie (1940)
- I wystawa Art Clubu, Rzym (1945/46)
- Wystawa Quadriennale di Roma (1948)
- Wystawa sztuki sakralnej – Esposizione Internazionale di Arte Sacra- zorganizowana przez Watykan z okazji Roku Świętego (1950)
- Wystawa Artystów Cudzoziemców w Rzymie (1952)
- Wystawa indywidualna w Castello di Rotaio (1953)
- Wystawa indywidualna w  Vetrina dei Vageri w Viareggio (1954)
- Wystawa Związku Artystów Polaków we Włoszech „Quo Vadis” w Rzymie (1954)
- Wystawa indywidualna w Studio Michała Paszyna w willi Strohl-Fern w Rzymie (1954)
- Wystawa indywidualna w Galerii Macarini w Lukka we Włoszech (1954
- Wystawa indywidualna w Galerii d’Arte Spinetti we Florencji (1956)
- Biennale Rzeźby w Carrarze (1959)
- Wystawa indywidualna w Sala degli Specchi w Rzymie (1962)
- Wystawa indywidualna w Galeria d’arte del Palazzo delle Esposizioni w Rzymie (1963)

## Ważne realizacje
- Projekt i wykonanie elementów rzeźbiarskich na Polskim Cmentarzy Wojennym na Monte Cassino (1944-45)
- Projekt i wykonanie elementów rzeźbiarskich na cmentarzu polskich żołnierzy w Bolonii (1946)
- Marmurowy ołtarz do nowej kaplicy z dwumetrową rzeźbą ukrzyżowanego Chrystusa dla  Pontificio Collegio Pollaco w Rzymie (1945)
- Rzeźba z trawertynu św. Krzysztofa o wysokości 3,5 m dla Pontificio Collegio Pollaco w Rzymie (1948)
- Prace do kościołów Przemienienia Pańskiego (1949) i kościoła polskiego (1951) w Detroit
- Chrystus zmartwychwstały – na dziedzińcu klasztoru Ojców Zmartwychwstańców w Rzymie
- Płaskorzeźby z szarego włoskiego granitu w Kaplicy Matki Boskiej Częstochowskiej w Grotach Watykańskich przedstawiające: klęczących patronów Polski – męczenników św. Wojciecha i św. Stanisława Szczepanowskiego, polskich świętych Jacka Odrowąża, Jana Kantego, Stanisława Kostkę, Andrzeja Bobolę, królewicza Kazimierza i królową Jadwigę (1958)